# Lamine Ndao
Mouhamadou Lamine Ndao (Dakar, 19 december 1994) is een Senegalees voetballer die sinds mei 2018 uitkomt voor Waasland-Beveren.

## Biografie
Ndao begon zijn carrière in Senegal bij CNEPS Excellence en speelde vanaf 2013 bij Valenciennes FC. In 75 wedstrijden scoorde hij dertien doelpunten in de Ligue 2. Begin 2018 zette hij zijn carrière verder bij reeksgenoot US Quevilly-Rouen Métropole. Hij scoorde zevenmaal in twaalf wedstrijden. Hier werd hij opgemerkt door Waasland-Beveren, waar hij een contract voor drie seizoenen tekende.

## Statistieken
| Seizoen   | Club                        | Land      | Competitie | Wedstrijden | Doelpunten |
| --------- | --------------------------- | --------- | ---------- | ----------- | ---------- |
| 2014-2018 | Valenciennes FC             | Frankrijk | Ligue 2    | 75          | 6          |
| 2018      | US Quevilly-Rouen Métropole | Frankrijk | Ligue 2    | 12          | 7          |
|           |                             |           | Totaal     | 87          | 13         |